# Plantago intermedia
Plantago intermedia là một loài thực vật có hoa trong họ Mã đề. Loài này được DC. miêu tả khoa học đầu tiên.